# دریاچه تالکاس
دریاچه تالکاس (انگلیسی: Lake Talkas) یک دریاچه در استان باشقیرستان کشور روسیه است.